# Dacus ramanii
Dacus ramanii är en tvåvingeart som beskrevs av Drew och Albany Hancock 1998. Dacus ramanii ingår i släktet Dacus och familjen borrflugor. Inga underarter finns listade i Catalogue of Life.